# Monitor (canción)
«Monitor» es una canción de la banda mexicana de rock pop, Volován. El sencillo fue lanzado en el año 2006 a través del álbum de estudio del mismo titulo y de la discografíca Universal Music como el primer sencillo del disco de la agrupación.
Esta canción es una de las más escuchadas de dicha banda.

## Lista de canciones

### Sencillo - CD[5]
| Monitor — Single |           |          |  |
| N.º              | Título    | Duración |  |
| 1.               | «Monitor» | 3:58     |  |

## Créditos
- Gerardo Galván (voz y bajo)
- Eduardo Torruco (batería)
- Fernando Amaya (guitarra)

## Posicionamiento en listas
| Lista (2006)    | Puesto |
| --------------- | ------ |
| México (Los 40) | 27     |